# Wellritzbach
Der Wellritzbach (früher auch Drudenbach) ist ein Nebenlauf des Salzbachs in Wiesbaden. Bis zum Zufluss des Kältebachs trägt er den Namen Gehrner Bach.

## Geographie

### Verlauf

#### Gehrner Bach
Der Gehrner Bach entspringt in einem Quellteich auf einer Wiese im Taunus auf rund 560 m Höhe nordwestlich des Schläferskopfs oberhalb des Chausseehauses am Osthang der Hohen Wurzel. Der Bach fließt in südöstlicher Richtung durch den Naturpark Rhein-Taunus, das FFH-Gebiet Buchenwälder nördlich von Wiesbaden und das Landschaftsschutzgebiet Stadt Wiesbaden. Unmittelbar neben dem Bach entspringt am Gerlach-Weg die Mathildenquelle (auch: Mathildenborn), die eine kleine Wassertretstelle speist. Anschließend durchfließt der Bach eine größere Kneipp-Anlage. Er unterquert die Strecke der Aartalbahn, fließt entlang des Golfplatzes des Wiesbadener Golf-Clubs auf den Gehrn-Wiesen und erreicht ein Eishaus an der Straße zwischen Jagdschloss Fasanerie und dem Stadtteil Kohlheck.

#### Wellritzbach
Mit dem Zufluss des Kältebachs am Kloster Klarenthal erhält der Bach den Namen Wellritzbach. Im Anschluss verlief der Bach in einem Betonprofil, das in den 1950er- und 1960er-Jahren erbaut wurde. Seit Renaturierungsmaßnahmen zwischen 2005 und 2020 verläuft der Bach nun an der Klostermühle und der Wellritzmühle (1712 als Getreidemühle erbaut, 1882 niedergebrannt und als fränkische Hofanlage neu errichtet) vorbei durch einen Landschaftspark. Am Kurt-Schumacher-Ring auf 138 m Meereshöhe wird er verrohrt und unterirdisch an der Ecke Bismarckring/Bleichstraße mit dem Kesselbach zusammengeführt. Früher wurde das Wasser teilweise einem Sammelbehälter zur Kanalspülung zugeführt. Seit 2015 ist am Platz der Deutschen Einheit ein kurzer Bachlauf an der Oberfläche zu sehen. Bis 2015 wurde das Wasser der Bäche über die Mischwasserkanalisation ins Hauptklärwerk der Wiesbadener Entsorgungsbetriebe geleitet, was zu erheblichen Kosten führte. Seit 2015 wird der Kesselbach, seit 2017 auch der Wellritzbach über eine ehemalige Spülleitung auf Höhe der Luisenstraße in den denkmalgeschützten Salzbachkanal geleitet, wie es auch beim Bau des Kanals der Fall war. Dort bilden die Bäche zusammen mit Rambach und Schwarzbach den Salzbach, der über den Rhein in die Nordsee entwässert.
Von der Quelle bis zur Mündung ist der Bach etwa 8,5 Kilometer lang, Am Beginn der Verrohrung beträgt sein mittlerer Abfluss 77,7 Liter pro Sekunde, das oberirdische Einzugsgebiet bis dahin beträgt 11,8 Quadratkilometer.

### Zuflüsse
- Kältebach (links), 1,8 km

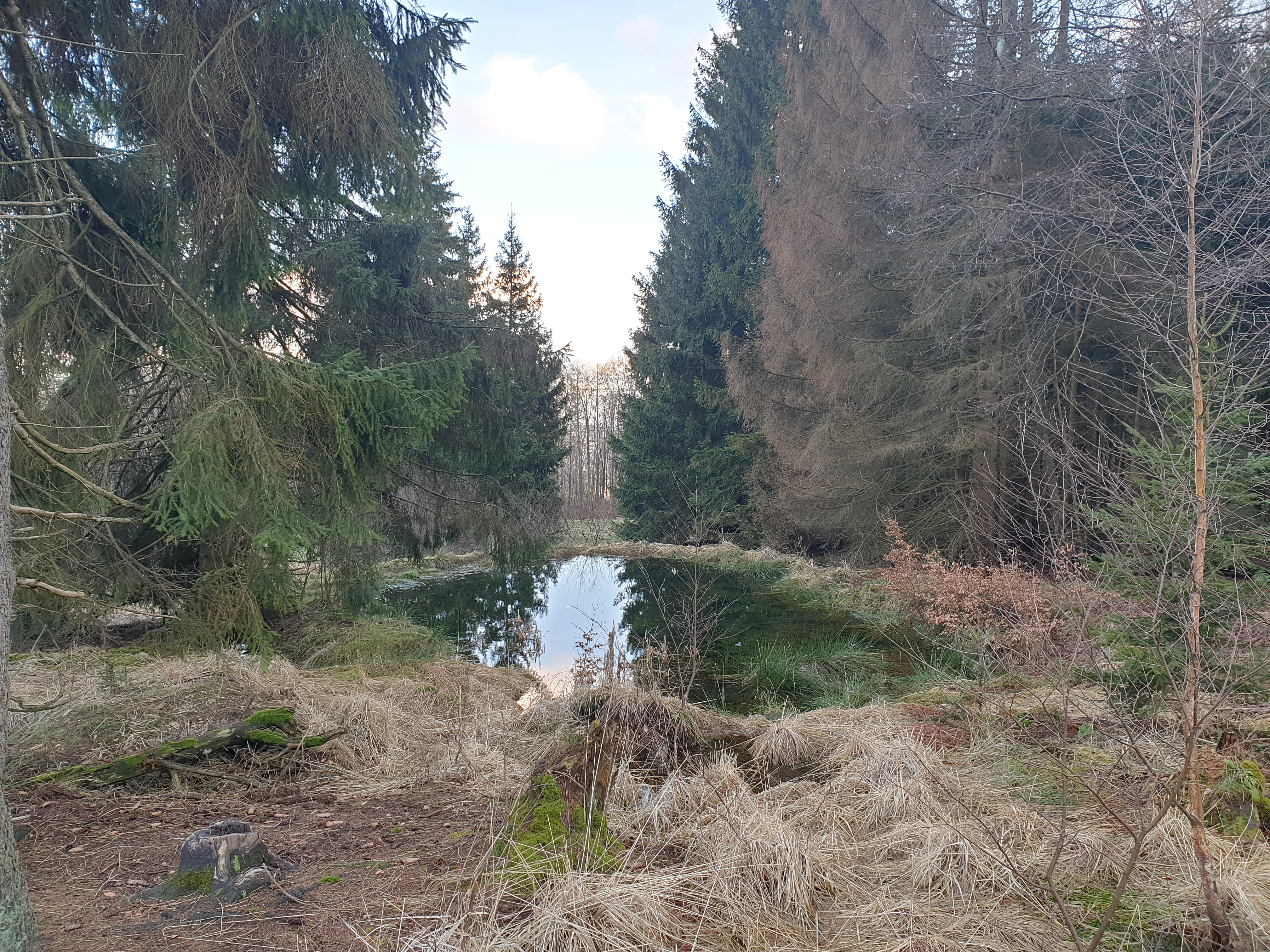
Künstlicher Quellteich des Gehrner Bachs
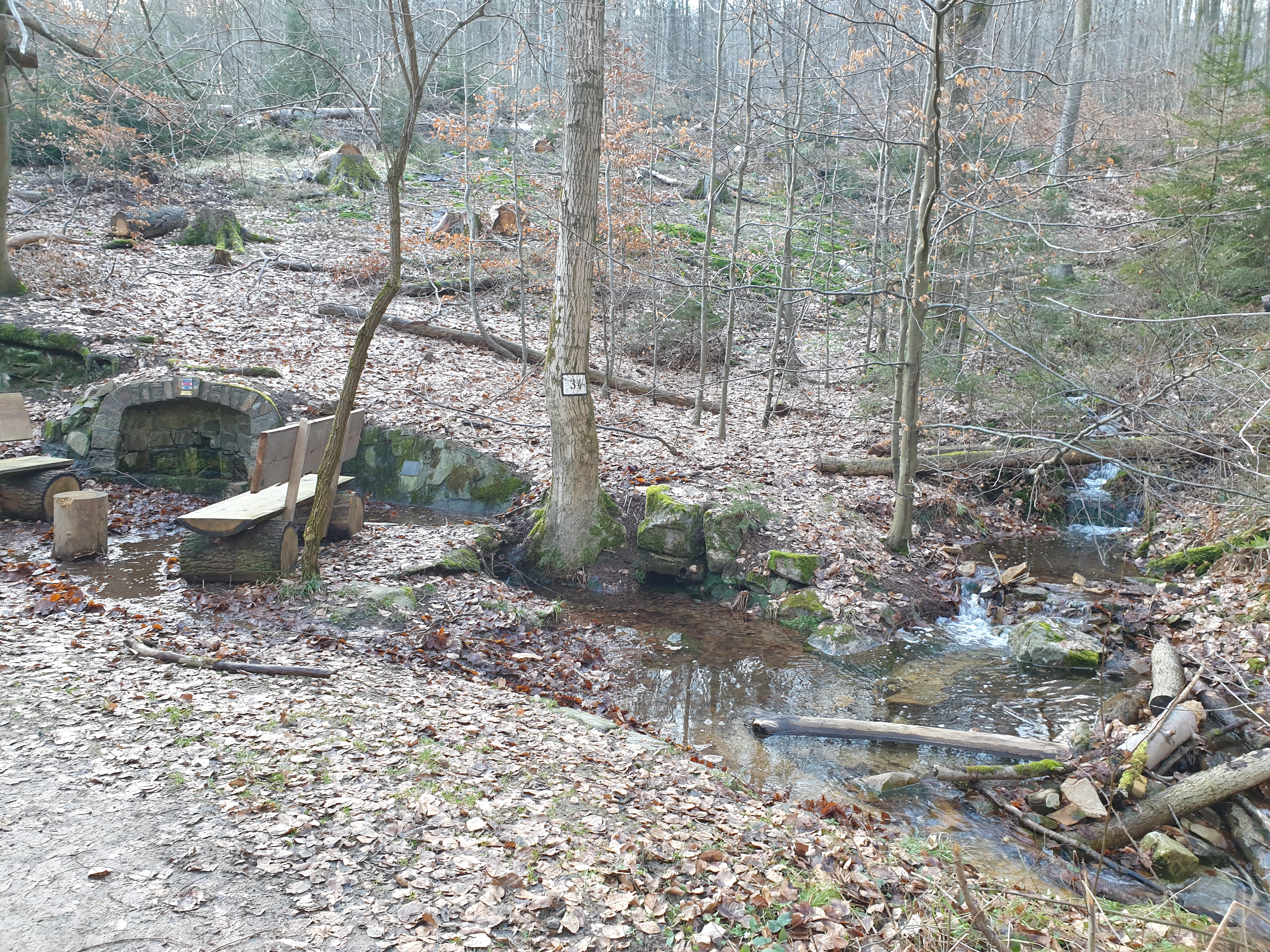
Mathildenquelle am Bachlauf
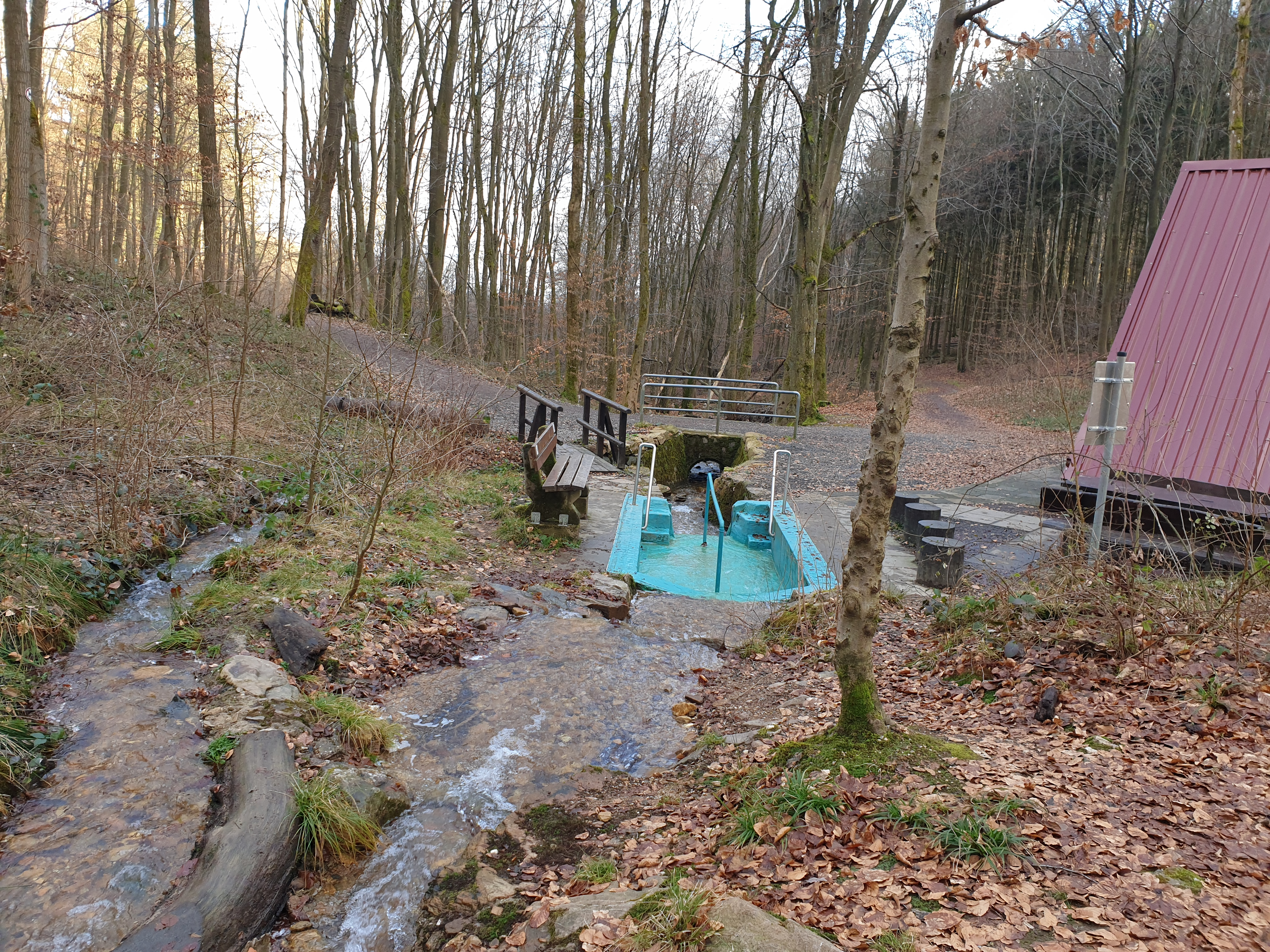
Kneipp-Anlage nahe dem Chausseehaus
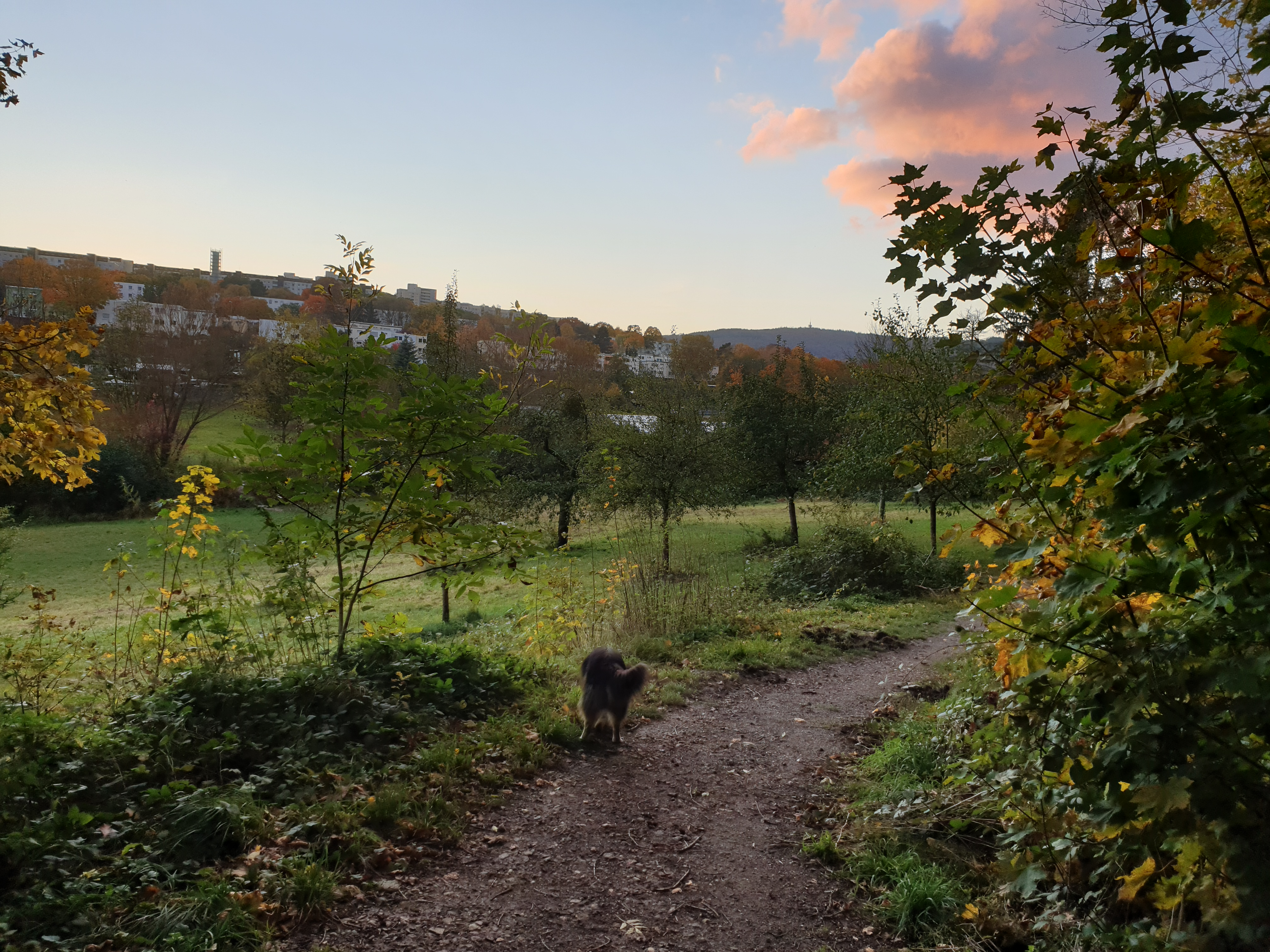
Blick ins Tal des Wellritzbachs vom Kirschenpfad
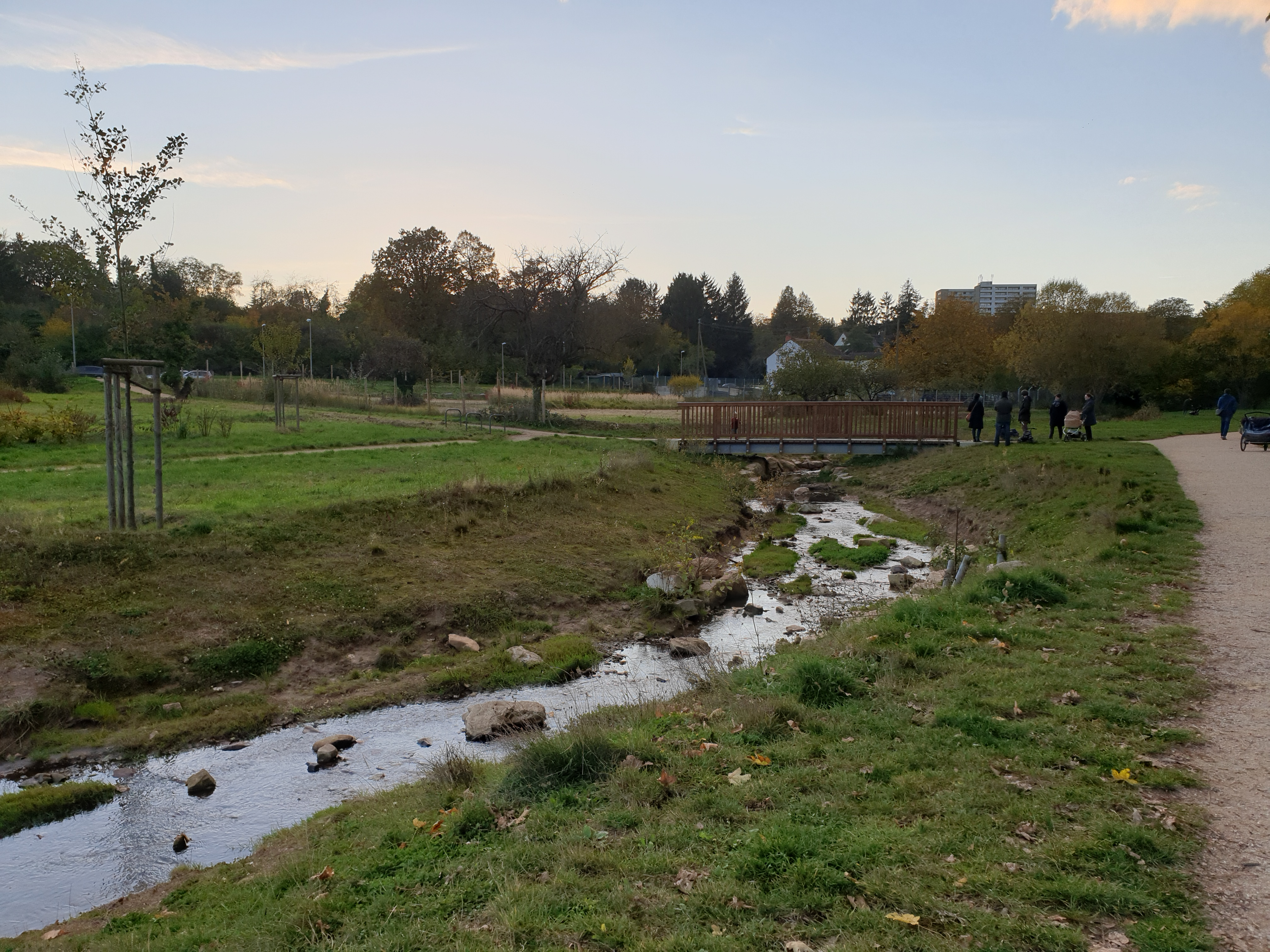
Wellritzbach im Landschaftspark
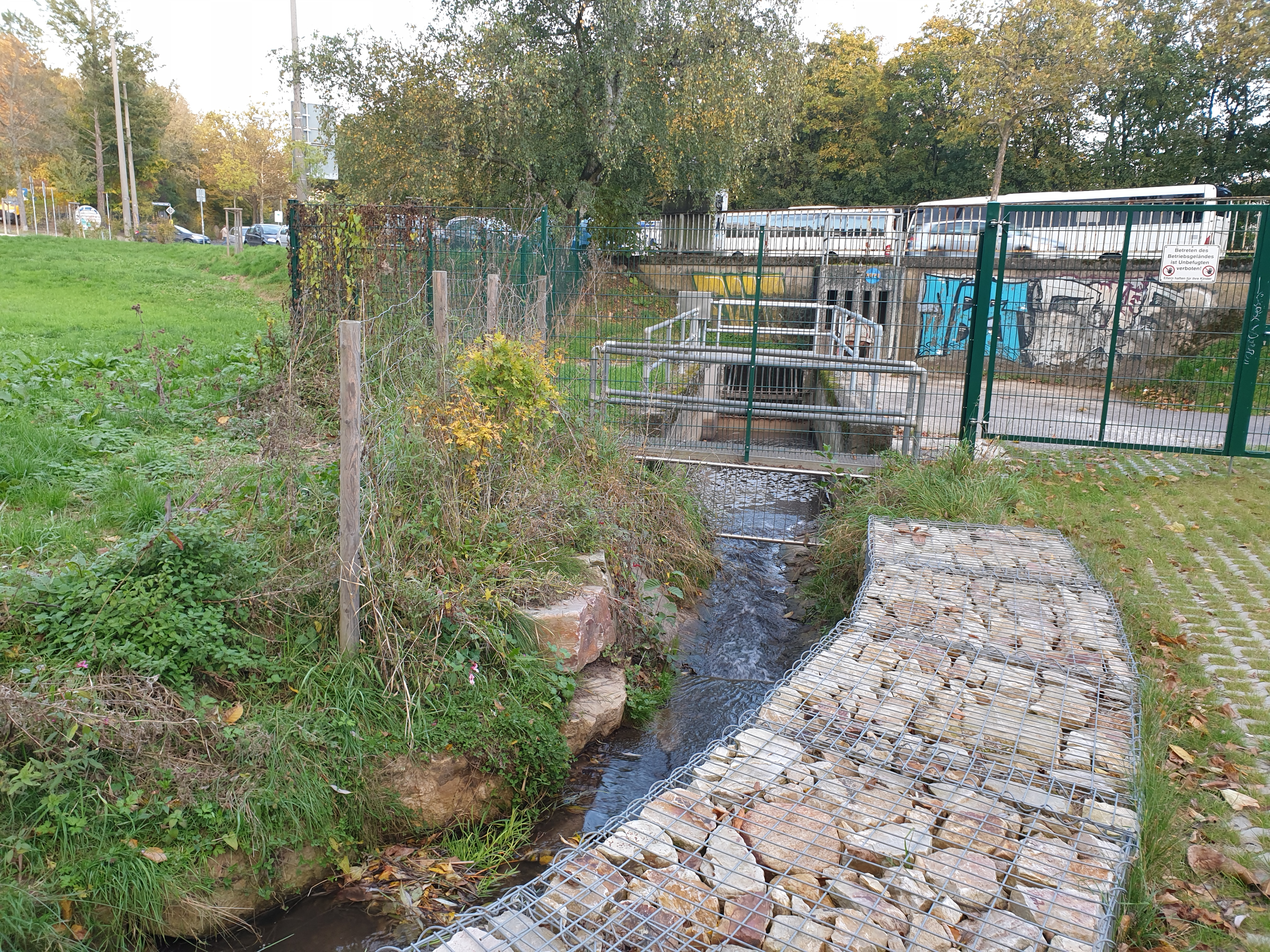
Verdolung des Wellritzbachs am Kurt-Schumacher-Ring